# Johann Herwagen
Johann Herwagen, ou Johann Herwagen l'Ancien, dit Hervagius, né en 1497 à Hegau et mort à Bâle vers 1557-1558, est un imprimeur suisse protestant. 
En contact avec de nombreux intellectuels européens, il s'implique et laisse sa marque dans le partage et la diffusion des premières idées de la Réforme protestante et de la Renaissance.

## Biographie
Herwagen naît en 1497 à Hegau,. Il s'agit d'un des premiers éditeurs protestants, et il édite les textes de Luther dans les années 1520. Il demeure à Strasbourg de 1523 à 1528. L'éditeur est très proche de Johann Forben, et les deux sont importants dans la propagation des idées de la Renaissance et de la Réforme protestante. En 1526, peu après sa mort, il épouse sa veuve, Gertrude Lachner,. Sa bonne connaissance du grec et du latin lui permet d'intervenir directement et d'être consulté en cas de conflit d'éditions. De son vivant, il est reconnu comme un éditeur important et est surnommé par son nom latin d'Hevargius. Il est relativement proche d'Érasme, entre autres, celui-ci déclare à son propos qu'il est « un homme de bonne foi et pas idiot ». 
Malgré l'amitié de Lachner et Herwagen envers Érasme, le couple entre en conflit avec l'humaniste à la fin des années 1520 au sujet de l'éducation d'Érasme Froben, ne souhaitant pas suivre les conseils du néerlandais, qui souhaiterait qu'il étudie à l'Université de Louvain au lieu de rester en Suisse ou à Lyon. L'humaniste continue fidèlement, malgré leurs graves conflits, à faire appel à leurs presses, probablement par amitié envers Lachner plutôt qu'envers Herwagen. 
Hormis les textes de Luther, il publie d'autres oeuvres protestantes, et des oeuvres plus diverses, comme l'Iliade et l'Odyssée, Bède le Vénérable ou des traités mathématiques,. Le Suisse établit des liens éditoriaux avec François Rabelais et Sébastien Castellion, dont il publie la Bible en 1555. Herwagen s'intéresse aussi à la patristique et est l'un des premiers éditeurs à publier le texte grec de certains Pères de l'Église, comme Jean Chrysostome. En 1538, il est touché par le scandale après avoir séduit Katherina Weckart, l'épouse de son beau-fils Érasme Forben, qui le quitte ; il doit répondre devant un procès et est condamné en 1542 à une lourde amende et à l'exil. S'il poursuit ses activités et parvient à revenir à Bâle, cela ralentit considérablement ses activités de publication.
Il meurt vers 1557-1558, et son épouse, Gertrude Herwagen née Lachner, meurt l'année suivante.
Il est le père de Johann Herwagen le Jeune, qui poursuit ses travaux jusqu'à sa mort de la peste en 1564.

## Références

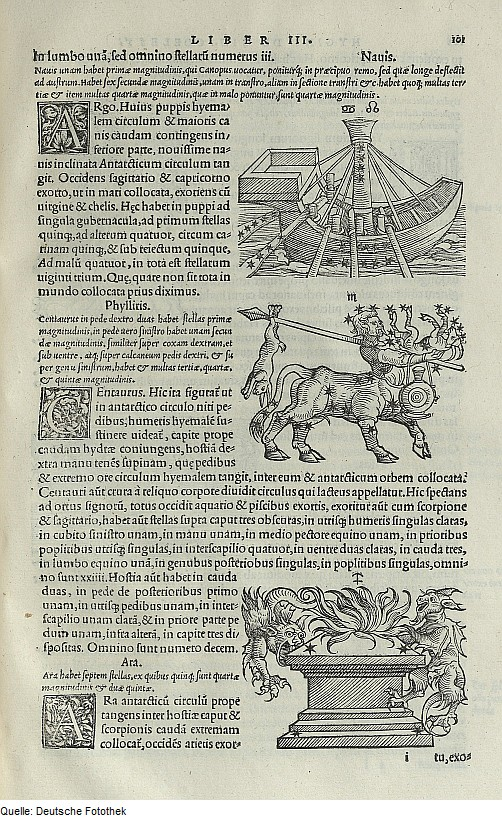
Livre imprimé par Herwagen en 1535